# Rikosäänilausunto
Rikosäänilausunto (Akustische Analyse einer verdächtigen Stimme) ist eine akustische Analyse einer verdächtigen Stimme, die für Polizeibehörden bestimmt ist.
Der Begriff Rikosäänilausunto entstand 1996 an der Universität Helsinki im Rahmen des Puhujantunnistus-Projekts (Sprecherauthentifizierung, Speaker Recognition) der Akademie von Finnland (Vier lange Jahre für den Entwickler des ISA-Programms, 1995–1999), als Entwickler und Besitzer von Intelligent Speech Analyser (ISA) Programm erfuhr, dass die Universität Helsinki das ISA Programm zehn Jahre lang (1987–1996) verwendet hatte Erstellen Sie als kostenpflichtige Dienstleistung Kriminalberichte für die Zentrale Kriminalpolizei. Dies geschah vor den Joensuu-Treffen finnischer Phonetiker (28.–29. August 1996), nachdem ich eine Zusammenfassung von Tuija Niemi bevorstehendem Vortrag Äänitutkimusta Keskusrikospoliisissa ja Helsingin yliopiston fonetiikan laitoksella (Schallforschung in der Finnischen Zentralen Kriminalpolizei und der Phonetikabteilung der Universität Helsinki) gelesen hatte.
Der Begriff Rikosäänilausunto hat sich seit langem etabliert und bezieht sich speziell auf diese akustischen Analysen von Sprachlauten, die zehn Jahre lang (1987–1996) im Auftrag der Finnische Zentrale Kriminalpolizei an der Universität Helsinki mit dem Intelligent Speech Analyser durchgeführt wurden Finnische Zentrale Kriminalpolizei (KRP)  ohne Erlaubnis des Software-Eigentümers, des Entwicklers.